# Кара-Торбок
Кара-Торбок — опустевшее село в Чойском муниципальном районе Республики Алтай России, входит в состав Паспаульского сельского поселения.

## История
Основано в 1776 году.

## География
Расположено в северной части Республики Алтай, в низкогорной зоне, в 1 км на северо-восток от Карасукского перевала высотой около 700 метров, который является частью Сугульского хребта (водораздел для Чойского района). Здесь берёт начало река Паспаул.

## Население
| 2010 | 2011 | 2012 | 2013 | 2014 | 2015 |
| ---- | ---- | ---- | ---- | ---- | ---- |
| 0    | →0   | →0   | →0   | →0   | →0   |
| 2016 |      |      |      |      |      |
| →0   |      |      |      |      |      |

В 1989 году проживало 3 человека, в 2002-м 6

## Инфраструктура
Разводился чёрный молодняк, бычок

## Транспорт
Дорога муниципального значения Салганда — Кара-Торбок длиной 8 км (Постановления Главы муниципального образования «Паспаульское сельское поселение» Чойского района РА № 28 от 19.06.2018 "Об утверждении муниципальной программы «Комплексное развитие транспортной инфраструктуры муниципального образования „Паспаульское сельское поселение“ на 2018—2020 годы»)